# روبين داريو بالاسيوس
روبين داريو بالاسيوس (بالإسبانية: Rubén Darío Palacios)‏ (1 ديسمبر 1962 - 14 نوفمبر 2003) هو ملاكم كولومبي.

## وصلات خارجية
- روبين داريو بالاسيوس على موقع بوكس ريك (الإنجليزية) (registration required)